# Lucas Nanía
Lucas Sebastián Nania Machain (Buenos Aires, Argentina, 14 de enero de 1984) es un exfutbolista argentino que jugaba de volante y su último equipo fue Defensores de Belgrano, en la Primera B Metropolitana.

## Clubes
| Club                    | País      | Año       |
| ----------------------- | --------- | --------- |
| San Lorenzo             | Argentina | 2004      |
| Palestino               | Chile     | 2005      |
| Estudiantes de Mérida   | Venezuela | 2006      |
| Deportivo Pereira       | Colombia  | 2007      |
| San Martín de San Juan  | Argentina | 2007-2008 |
| Ferro Carril Oeste      | Argentina | 2008-2010 |
| Everton                 | Chile     | 2010      |
| Vitória                 | Brasil    | 2011      |
| Huracán                 | Argentina | 2011      |
| Independiente Rivadavia | Argentina | 2012-2013 |
| Atlanta                 | Argentina | 2013-2014 |
| Apollon Smyrnis         | Grecia    | 2014      |
| Deportivo Morón         | Argentina | 2015      |
| Defensores de Belgrano  | Argentina | 2016      |